# Cunon de Préneste
Cunon de Préneste, en allemand Kuno von Praeneste ou Kuno von Urach (mort à Palestrina, le 9 août 1122) est un cardinal allemand  du XIIe siècle. Il est de la famille des comtes d'Urach, et il est le fils du comte Égon Ier de Dettingen.

## Biographie
D'abord aumônier de Guillaume le Conquérant, Cunon vit en 1090 dans un ermitage en Picardie. L'ermitage devient en 1097 l’abbaye Saint-Nicolas d'Arrouaise et Cunon se trouve ainsi l’un des fondateurs de la congrégation des chanoines d'Arrouaise.
Cunon est un intime des papes  Pascal II (1099-1118), Gélase II (1118-1119) et Calixte II (1119-1124), et un conseiller influent du roi Louis VI (1108-1137).
Le pape Pascal II le crée cardinal lors d'un consistoire en 1108 (ou 1107  ou 1111). Le cardinal Cunon est légat en France et en Allemagne. Il organise les synodes de Beauvais,  de Fritzlar (1118) (lors duquel l'excommunication de l'empereur Henri V est renouvelée), de  Gandersheim (1118), de Soissons (lors duquel le livre de Pierre Abélard sur la Trinité est condamné), de Reims et de Châlons-sur-Marne.
Il participe à l'élection du pape Gélase II en 1118 et de Calixte II en 1119.